# Narodowy Teatr Kosowa
Narodowy Teatr Kosowa (alb. Teatri Kombëtar i Kosovës) – narodowa scena Kosowa, działająca pod obecną nazwą od 1999.

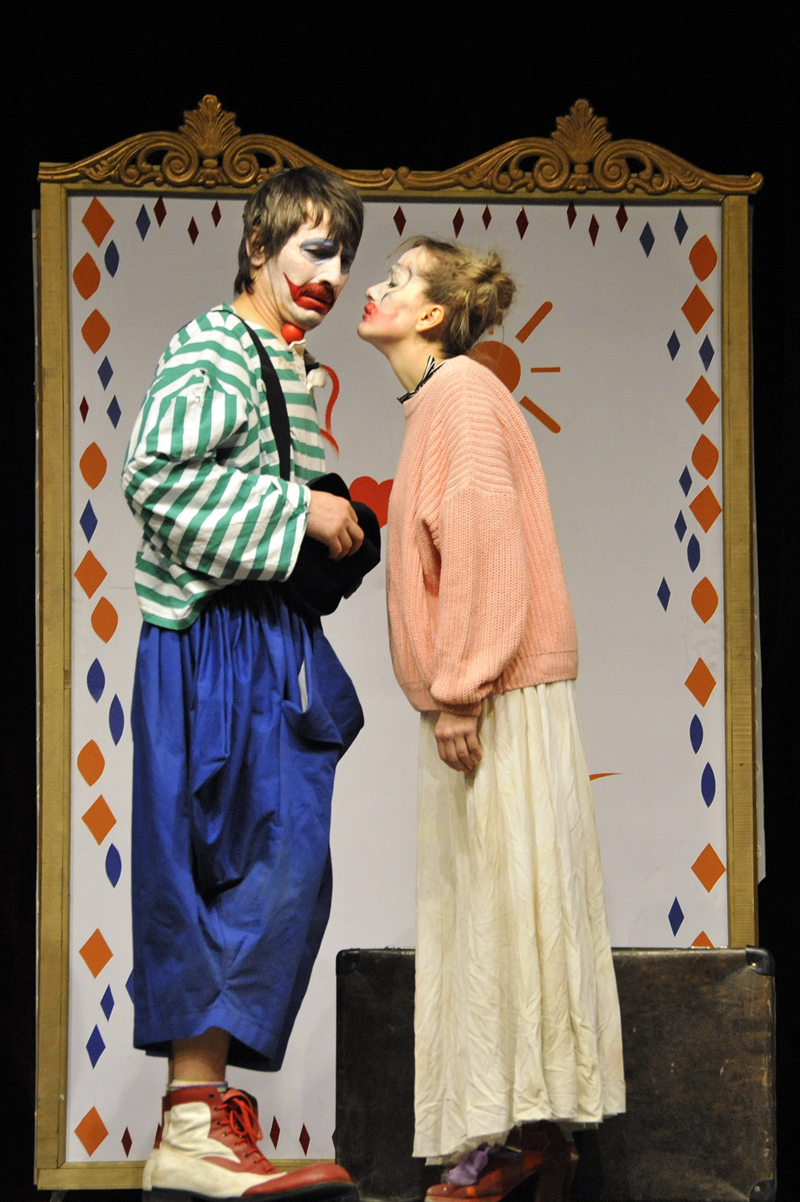
Przedstawienie „UHHH” w reż. Isy Qosji na scenie Narodowego Teatru Kosowa

## Historia
W październiku 1946 w Prizrenie powstał Regionalny Teatr Ludowy – pierwsza stała scena teatralna na terytorium dzisiejszego Kosowa. Po kilku miesiącach siedzibę teatru przeniesiono do Prisztiny, do nowego budynku przeznaczonego dla 350 widzów. Pierwszym dyrektorem sceny został Shefqet Musliu. Początkowo większość trupy aktorskiej stanowili amatorzy, dopiero w latach 60. zastąpili ich aktorzy zawodowi. Do roku 1989 w dorobku teatru znalazło się ponad 400 premier. W repertuarze teatru w Prisztinie znajdowały się zarówno dzieła dramaturgii albańskiej, jugosłowiańskiej, a także z klasyki światowej. W 1967 przedstawienie „Erveheja” (reż. Muharrem Qena) przyniosło ekipie z Prisztiny nagrodę na Festiwalu Teatru Jugosłowiańskiego w Nowym Sadzie. 
Po roku 1990 teatr, podobnie jak inne instytucje kultury, doświadczył procesu serbizacji. Z pracy usunięto część aktorów albańskich, a repertuar teatru poddano ścisłej kontroli. W 1999, po zakończeniu wojny w Kosowie, teatr przyjął nową nazwę Narodowego Teatru Kosowa (Teatri Kombëtar i Kosovës). W 1999 spektakle teatralne nie należały do ulubionych rozrywek mieszkańców Prisztiny. Zmieniło się to już rok później, kiedy angielski reżyser David Gothard wystawił na scenie prisztińskiej nowatorską inscenizację Hamleta. Obecnie działalność teatru finansuje Ministerstwo Kultury, Młodzieży i Sportu Republiki Kosowa. W 2015 dyrektorem teatru został Agim Sopi. Teatr przyjął imię Adema Jashariego. W kwietniu 2018 Sopi został usunięty ze stanowiska, a jego miejsce zajęła aktorka Kumrije Hoxha.

## Repertuar
Wśród sztuk wystawianych przez scenę narodową dominowały dramaty autorów albańskich i dzieła światowej klasyki. Na liście najpopularniejszych sztuk wystawianych w Prisztinie znajdują się dramaty szekspirowskie (Król Edyp), dzieła Henrika Ibsena (Peer Gynt), ale także dramaty autorów współczesnych (Patrick Barlow, Tom Stoppard). 3 kwietnia 2020 z uwagi na epidemię COVID-19 Narodowy Teatr Kosowa rozpoczął transmisje swoich spektakli na zasadzie live streamingu. Pierwszą sztuką, którą zaprezentowano publiczności w internecie, była komedia „I ligu për mend” Gjergji Fishty, w reżyserii Altina Bashy.